# Joseph Mutua
Joseph Mutua, född den 10 december 1978, är en kenyansk friidrottare som tävlar i medeldistanslöpning.
Mutua blev 1996 världsmästare för juniorer på 800 meter. Han deltog vid Olympiska sommarspelen 2000 där han blev utslagen i försöken på 800 meter. Vid inomhus-VM 2003 blev han utslagen i semifinalen på samma distans.
Han slutade på andra plats vid IAAF World Athletics Final 2003 och vid inomhus-VM 2004 blev han sexa på 800 meter. Han deltog även vid Olympiska sommarspelen 2004 där han blev utslagen i semifinalen. Även vid IAAF World Athletics Final 2004 i Monaco slutade han på andra plats.

## Personliga rekord
- 800 meter - 1.43,33